# Christ und Welt
Christ und Welt war eine evangelisch-konservative Wochenzeitung. In der Nachkriegszeit gehörte sie zu den auflagenstärksten und einflussreichsten Zeitungen der jungen Bundesrepublik, verlor jedoch im Zuge des gesellschaftlichen Wandels der 1970er Jahre zunehmend an Lesern und Einfluss. 1980 ging sie im Rheinischen Merkur auf. Seit 2010 erscheint bei der Wochenzeitung Die Zeit wieder ein Zeitungsbuch dieses Namens.

## Anfänge
Die Zeitung wurde 1948 in Stuttgart von einem Kreis evangelischer Repräsentanten um Eugen Gerstenmaier gegründet. Die erste Ausgabe erschien am 6. Juni 1948. Die Zeitung war ein offiziöses Blatt der evangelischen Kirche. Chefredakteur war zunächst Ernst A. Hepp und, nachdem er im Juli 1949 als Verlagsleiter zur Hamburger Allgemeinen Zeitung gewechselt war, Klaus Mehnert. Dessen Nachfolger, der frühere Nazi-Propagandist Giselher Wirsing (1954 bis 1970), machte das Blatt zur auflagenstärksten Wochenzeitung (bis 1963). Man beschäftigte Dutzende von Autoren aus der Presseabteilung des früheren Auswärtigen Amtes unter Paul Karl Schmidt, dem späteren Bestsellerautor. Während Schmidt im Hintergrund wirkte, weil er zu bekannt war und daher auch seinen Namen zu Paul Carell gewechselt hatte, verschwiegen die übrigen Autoren ihre Herkunft. Allerdings schätzten die US-Amerikaner das Blatt 1948 intern als „Nazi-Zeitung im Untergrund“ ein. Am weitesten ging Jürgen Thorwald, früher Propagandist in Adolf Hitlers Kriegsmarine.

## Deutsche Zeitung – Christ und Welt(1971–1980)
1971 wurde Christ und Welt mit der 1947 in Stuttgart im Verlag Curt E. Schwab gegründeten Deutschen Zeitung und Wirtschaftszeitung zusammengelegt zu Deutsche Zeitung. Christ und Welt (DZ). Sie wollte führende Wochenzeitung werden. Die Redaktion zog von Stuttgart-Sillenbuch nach Bonn, um mehr Gewicht zu haben. Chefredakteur wurde Ludolf Herrmann, ein früherer Mitarbeiter von Bruno Heck (CDU). Herrmann war ein Journalist aus konservativem Milieu. Seine Kommentare waren mitunter scharf, sodass manche CDU-Leute ihn mieden; insbesondere Helmut Kohl ging zu ihm auf Distanz.
Chef vom Dienst und zusätzlich zuständig für die Kirchenseite war Heinrich Stubbe. In der Politik-Redaktion arbeiteten unter anderem, zuständig für Innenpolitik, Günter Müchler (später Deutschlandfunk) sowie Friedrich Thelen (später Wirtschaftswoche, dann Unternehmensberater). Die Außenpolitik leitete Gerhard von Glinski als ein Ein-Mann-Ressort. Das Wirtschaftsressort verantwortete Dietrich Zwätz. Im Ressort Gesellschaft arbeiteten unter anderem Gerhard Krug und Birgit Lahann. Später leitete Günther Engelhard das Ressort. Er führte eine Satire-Seite ein, mit Beiträgen des Hamburger Satirikers Gabriel Laub. Dort erschienen auch politische Satiren unter dem Pseudonym purk, die oft im Spiegel aufgegriffen wurden. Dort hieß der Autor dann Daniel Doppler. In Wirklichkeit handelte es sich um Hellmuth Karasek. Die Kultur verantwortete Günther Schloz, das Reiseressort Helene Schreiber und Christa Gehr. Leiter der Bildredaktion war W. Eric Krupp. Das Layout betreute Peter Scholtyssek.
Prägender Karikaturist war Walter Hanel, der zugleich für die FAZ, den WDR und den Kölner Stadt-Anzeiger arbeitete. Seine Karikaturen für die Deutsche Zeitung wurden regelmäßig im Spiegel, stern und vielen deutschen Wochenzeitungen nachgedruckt.
Zwischen 1975 und 1980 stand die DZ in einem Wettbewerb mit der Hamburger Die Zeit. Es schrieben z. B. Klaus Harpprecht, Klaus Mehnert, Peter Scholl-Latour sowie Walter Wannenmacher. Zur wöchentlichen Redaktionskonferenz wurden politische Gäste gehört. Der britische Botschafter referierte z. B. über die Weltlage, oder ein Abgesandter der Palästinenser berichtete über Nahost. Richard Kaufmann, früher Redakteur der DZ, informierte die Redaktion über Sichtweisen der USA und Christo stellte Pläne vor, den Reichstag in Berlin zu verhüllen. Scholl-Latour entwickelte vor der Redaktionskonferenz Ideen, dem Terror der Rote Armee Fraktion (RAF) zu begegnen.

## Verkauf an die Deutsche Bischofskonferenz
1980 verkaufte der Holtzbrinck-Verlag das Blatt an die Deutsche Bischofskonferenz, die bereits Mitherausgeberin der katholischen Wochenzeitung Rheinischer Merkur war. Diese bekam daraufhin den Titel „Rheinischer Merkur. Christ und Welt“. Chefredakteur Ludolf Herrmann ging zu Gruner + Jahr und wurde dort Chefredakteur des Wirtschaftsmagazins Capital.

## Beilage in der WochenzeitungDie Zeit
Die letzte eigenständige Ausgabe des Rheinischen Merkurs erschien am 25. November 2010. Seit dem 2. Dezember 2010 liegt einer Sonderausgabe der Wochenzeitung Die Zeit eine sechsseitige, redaktionell unabhängige Beilage mit dem Titel Christ und Welt bei. Diese Sonderausgabe ist nur für neue Abonnenten der Zeit sowie für die bisherigen Abonnenten des Rheinischen Merkur und nicht im Einzelhandel erhältlich. Seit dem 1. Oktober 2016 wird die Beilage nicht mehr vom Katholischen Medienhaus (Bonn) produziert, sondern von der Zeit selbst. In dem Kontext gründete Die Zeit eigens eine eigene Tochtergesellschaft namens ZEIT:CREDO. Chefredakteur ist Georg Löwisch.